# JA21
JA21 (prononcé en néerlandais : [ˌjaːʔeːnənˈtʋɪntəx] ; rétroacronyme de Juiste Antwoord 2021, en français : « Juste réponse 2021 ») est un parti politique néerlandais. Issu d'une scission du Forum pour la démocratie (FvD) et se voulant plus modéré que celui-ci, le parti est fondé en 2020 par Joost Eerdmans et Annabel Nanninga.
Classé à la droite radicale de l'échiquier politique, il siège avec les Conservateurs et réformistes européens (CRE) au Parlement européen.

## Histoire
Fort de huit sièges à la Première Chambre et de trois sièges au Parlement européen en raison de la défection d'anciens membres du FvD, le parti participe aux élections législatives du 15 au 17 mars 2021 et remporte trois sièges à la Seconde Chambre,.
Ancien représentant à la Seconde Chambre pour la Liste Pim Fortuyn (LPF), Joost Eerdmans conduit la liste aux élections législatives de 2021, tandis que Nanninga préside le groupe sénatorial, dont les membres sont issus des élections de 2019. Lors du processus de formation gouvernementale de 2021-2022, le Premier ministre sortant Mark Rutte indique qu'une coalition entre le Parti populaire pour la liberté et la démocratie (VVD), les Démocrates 66 (D66), l'Appel chrétien-démocrate (CDA) et JA21 a sa préférence, notamment en raison du fait que la coalition sortante, avec l'Union chrétienne (CU), paraît alors difficile à renouveler. Cependant, une reconduction de la coalition sortante est finalement approuvée, alors que JA21 reste dans l'opposition.
En janvier 2022, un sondage indique que le parti remporterait 13 élus si de nouvelles élections devaient avoir lieu, ce qui en ferait la quatrième force politique des Pays-Bas. Néanmoins, les élections législatives anticipées de 2023 se soldent par un échec pour le parti, qui ne remporte qu'un siège, face au tour de force électoral du Parti pour la liberté (PVV) de Geert Wilders, à sa droite.

## Résultats électoraux
| Année | Voix    | %    | Rang | Élus    | +/- |
| ----- | ------- | ---- | ---- | ------- | --- |
| 2021  | 246 620 | 2,37 | 12e  | 3 / 150 | 3   |
| 2023  | 71 345  | 0,68 | 15e  | 1 / 150 | 2   |

| Année | Voix  | %    | Rang | Élus   | +/- |
| ----- | ----- | ---- | ---- | ------ | --- |
| 2023  | 8 289 | 4,63 | 9e   | 3 / 75 | 3   |